# فاسلوس ریتنسیس
فاسلوس ریتنسیس (نام علمی: Phaseolus ritensis) نام یک گونه از سرده فازئولوس است.